# Рекомбінази
Рекомбінази — ферменти, що беруть участь в гомологічній рекомбінації, прикладами яких є:
- Cre-рекомбіназа
- Hin-рекомбіназа
- RecA/RAD51

Більшість еукаріотів для гомологічної рекомбінації має дві основні рекомбінази: Dmc1 та Rad51. Ці білки мають ~46% гомології в амінокислотній послідовності і виникли внаслідок генетичної дуплікації під час еволюції евкаріотів. Проте фактори рекомбінації, з якими взаємодіють ці дві рекомбінази, різні.